# Epicoma contristis
Epicoma contristis là một loài bướm đêm thuộc họ Thaumetopoeidae. Nó được tìm thấy ở Úc, bao gồm Tasmania, New South Wales và Victoria.
Khi bị đe dọa, nó có xu hướng nằm xuống và giả chết, với cặp cánh dựng đứng và bụng cong xuống, cho thấy búi hậu môn màu cam.
Ấu trùng ăn tán lá các loài Casuarina, Eucalyptus, Leptospermum và Melaleuca. 

## Hình ảnh

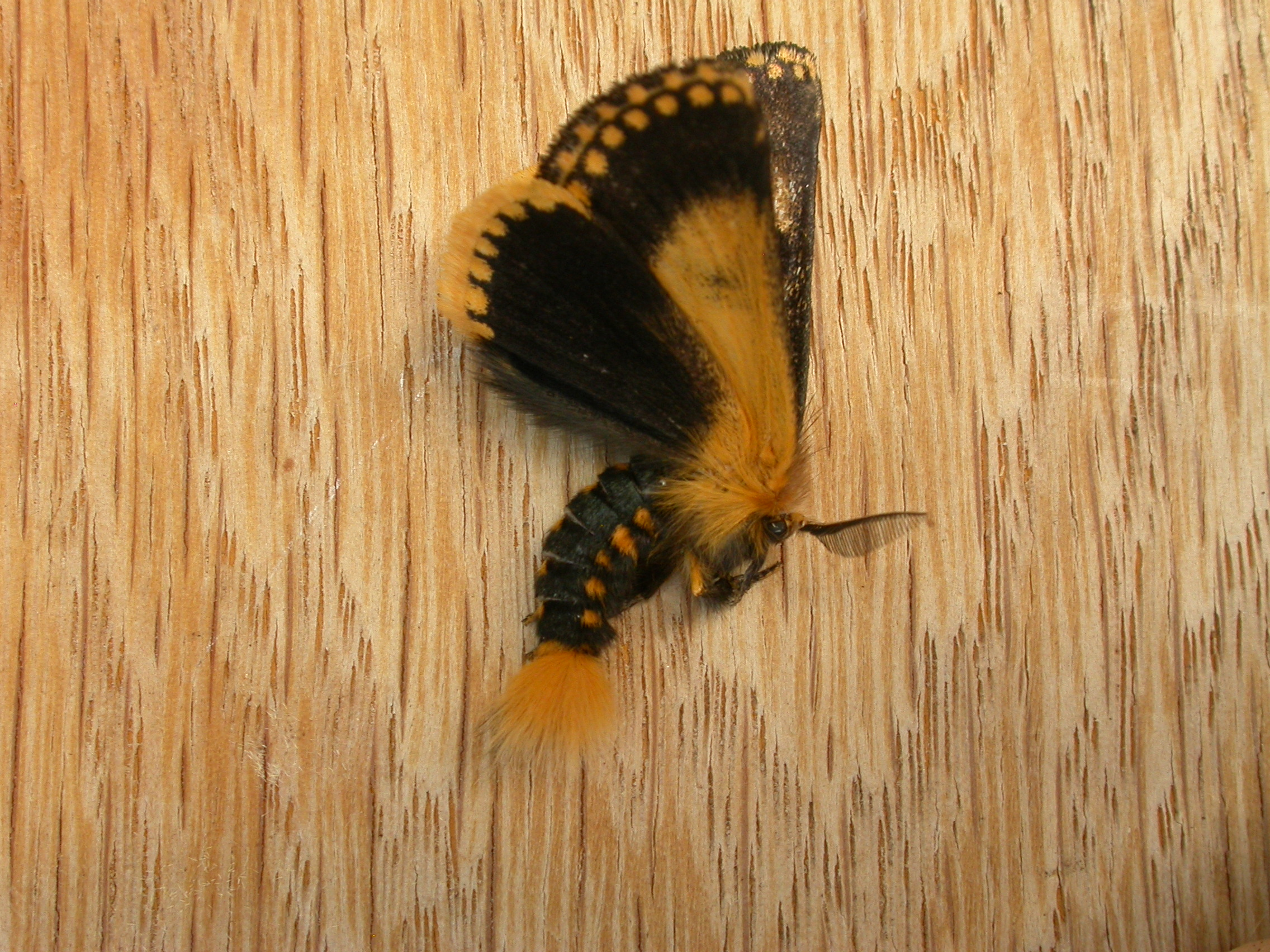
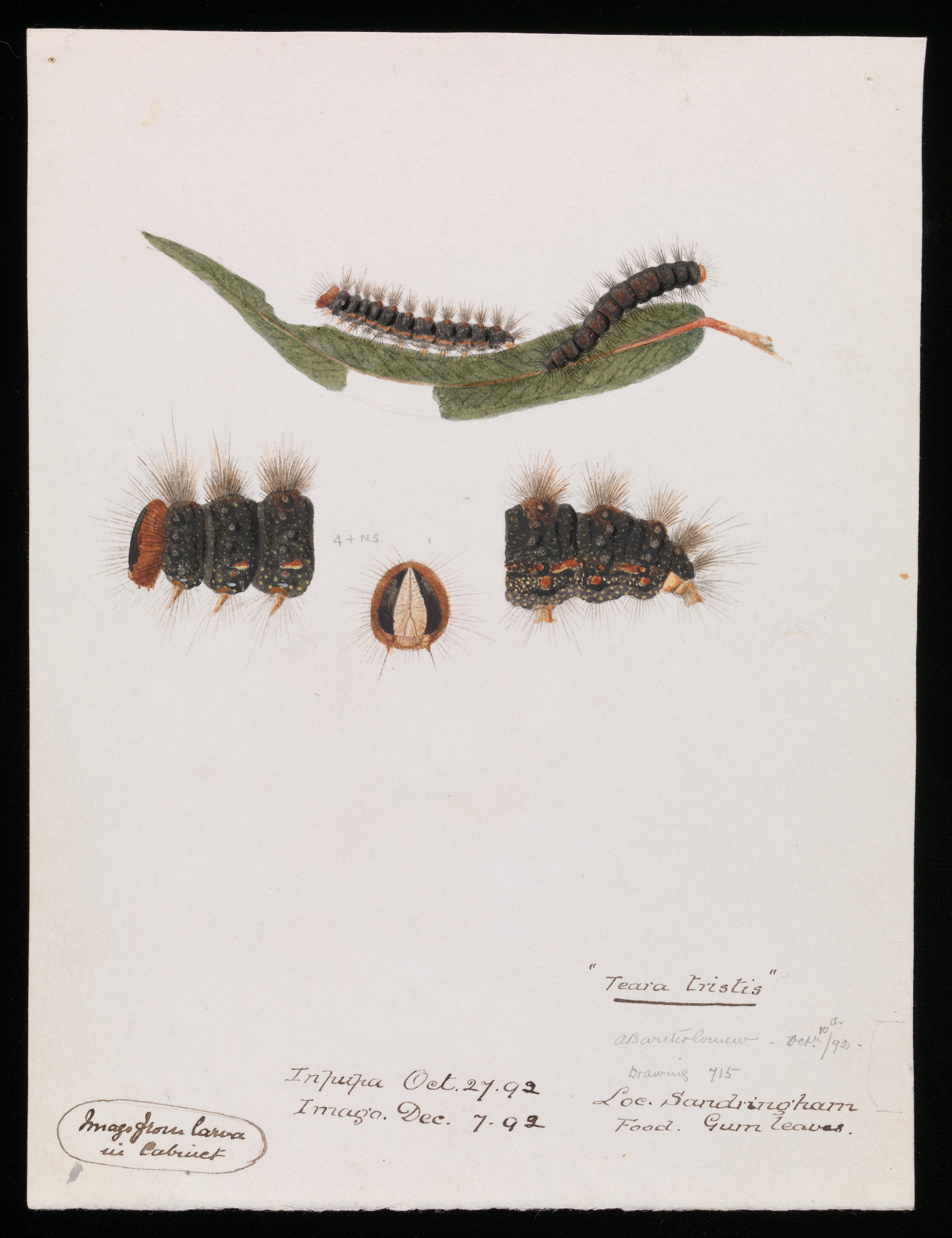
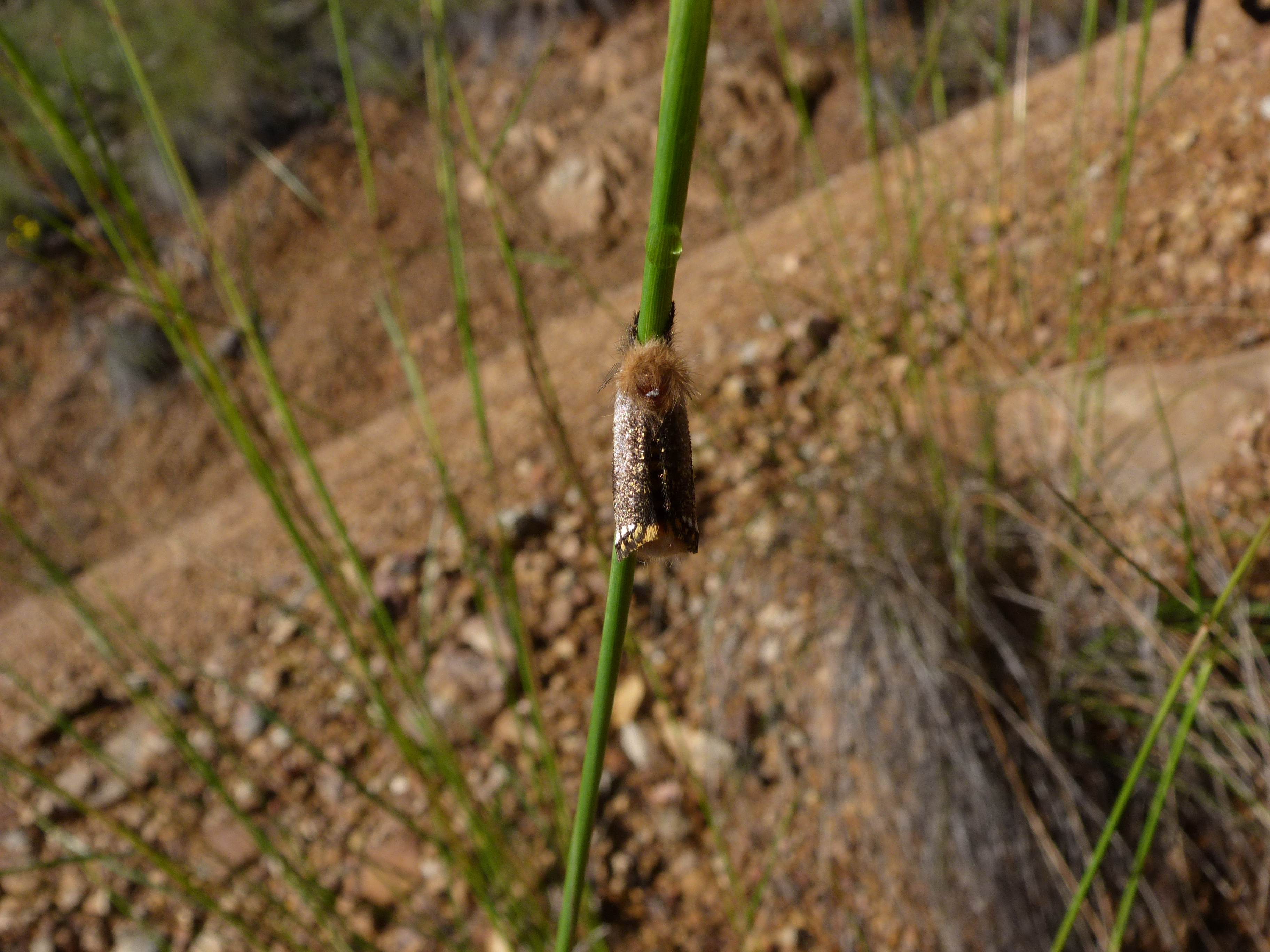